# ۱۳۳۲ (میلادی)
۱۳۳۲ (میلادی) هزار و سیصد و سی و دومین سال تقویم میلادی است.

## زادگان
- ۱۸ ژوئن - ژان پنجم، امپراتور بیزانس

## درگذشتگان
‎